# Natale con uno sconosciuto
Natale con uno sconosciuto (Hjem til jul) è una serie televisiva commedia norvegese, prodotta da Netflix e trasmessa a partire dal 2019.

## Trama
Johanne è un'infermiera single alla ricerca dell'amore. Dopo varie peripezie e appuntamenti, riesce finalmente a trovare l'anima gemella.

## Episodi
| Stagione         | Episodi | Prima TV Norvegia | Prima TV Italia  |
| ---------------- | ------- | ----------------- | ---------------- |
| Prima stagione   | 6       | 5 dicembre 2019   | 5 dicembre 2019  |
| Seconda stagione | 6       | 18 dicembre 2020  | 18 dicembre 2020 |

## Personaggi
- Johanne, interpretata da Ida Elise Broch, infermiera di 30 anni
- Jørgunn, interpretata da Gabrielle Leithaug, coinquilina di Johanne
- Tor, interpretato da Dennis Storhøi, padre di Johanne
- Jorid, interpretata da Anette Hoff, madre di Johanne
- Mrs. Nergaard, interpretata da Ghita Nørby, paziente presso l'ospedale in cui lavora Johanne
- Bente, interpretata da Hege Schøyen, è l'infermiera più anziana dell'ospedale
- Bengt Erik, interpretato da Bjørn Skagestad, è un politico che viene ricoverato all'ospedale
- Jonas, interpretato da Felix Sandman, è un ragazzo di 19 anni con cui Johanne ha una relazione
- Eira, interpretata da Line Verndal, è un'infermiera presso l'ospedale in cui lavora Johanne
- Henrik, interpretato da Oddgeir Thune, è un dottore con cui Johanne instaura un rapporto.

## Produzione
La serie si sviluppa in due stagioni. Con il dodicesimo episodio si chiude ufficialmente la storia di Johanne.